# Stejari
Stejari è un comune della Romania di 3076 abitanti, ubicato nel distretto di Gorj, nella regione storica dell'Oltenia.
Il comune è formato dall'unione di 6 villaggi: Baloșani, Băcești, Dealu Leului, Piscoiu, Popești-Stejari, Stejari.